# Карвальо Ибарра, Луис
Луис Карвальо Ибарра (исп. Luis Carvallo Ibarra; 20 января 1913 — 18 января 1938) — чилийский футболист, нападающий. Лучший бомбардир первого чемпионата Чили.

## Карьера
Луис Карвальо выступал в клубе «Коло-Коло». 5 августа 1933 года он дебютировал в составе команды в матче первого чемпионата Чили с «Магальянесом» (1:3). В следующей встрече, 13 августа c «Бадминтоном» (4:2), Карвальо сделал хет-трик. Этот матч стал первой победой «Коло-Коло» в официальной встрече в истории. А всего в чемпионате забил девять голов, став лучшим бомбардиром первенства. В том же сезоне он выиграл в составе «Коло-Коло» чемпионат Открытия. Несмотря на этот успех, Карвальо не являлся игроком стартового состава клуба: основные игроки команды участвовали в длительном турне по Перу. В Годом позже форвард забил в семи матчах 14 голов. Но чаще его место на поле занимали другие футболисты, в частности пришедшие в том году Энрике Соррель и Аурелио Гонсалес. 7 июля 1935 года Карвальо провёл последний матч за «Коло-Коло», в котором его клуб проиграл «Унион Эспаньоле» со счётом 2:3. А всего за клуб он сыграл в 22 матчах и забил 28 голов. Он умер 18 января 1938 года, причина смерти неизвестна, однако историк Себастьян Салинас утверждает, что Карвальо умер из-за болезни.

## Статистика
| Сезон | Клуб      | Лига    | Чемпионат | Чемпионат | Апертура | Апертура |
| Сезон | Клуб      | Лига    | Игры      | Голы      | Игры     | Голы     |
| ----- | --------- | ------- | --------- | --------- | -------- | -------- |
| 1933  | Коло-Коло | Примера | 8         | 9         | 2        | 2        |
| 1934  | Коло-Коло | Примера | 7         | 14        | 1        | 0        |
| 1935  | Коло-Коло | Примера | 4         | 3         | —        | —        |

## Достижения

### Командные
- Победитель чемпионата Открытия в Чили: 1933

### Личные
- Лучший бомбардир чемпионата Чили: 1933 (9 голов)